# Cambra Agrària (Sant Boi de Llobregat)
La Cambra Agrària és un edifici del municipi de Sant Boi de Llobregat (Baix Llobregat) inclòs a l'Inventari del Patrimoni Arquitectònic de Catalunya.

## Descripció
Es tracta d'un edifici de marcada tendència historicista, donada per la seva mateixa estructura que és com l'estilització d'una masia del tipus II.1 de l'esquema de Danés i Torras, amb teulada a dues vessants, i reforçada per la filera de finestres d'arquet del pis superior, imitant clarament les de les golfes de les masies del Baix.
El modernisme és palès en el treballat a diferents nivells de la part superior de la façana i en la combinació recta-corba de les finestres de la planta baixa i el primer pis. També ve reforçat pel remarcat de les obertures en maó vist reforçant l'efecte plàstic pel joc horitzontal -vertical en la col·locació dels maons. Les finestres de la part dreta de l'edifici estan totes tapiades. Però no les de la banda de la cantonada amb el carrer La Plana que, en algunes de les del primer pis conserven els vidres originals, glaçats amb motius agrícoles.

## Història
De la importància de l'agricultura a Sant Boi n'és un exemple l'edifici de la Cambra Agrària, de considerables dimensions i pensat per a combinar les tasques administratives amb dependències més de tipus utillatge o magatzem, amb portes independents per accedir a una o altra part de l'edifici. Posteriorment s'instal·laren les Dependències de la Generalitat de Catalunya (Agricultura).